# Frøerne og deres Fjender
Frøerne og deres Fjender er en naturfilm fra 1921 instrueret af Richard Lund.

## Handling
Frøernes liv fra æg, haletudse til fuldvoksen frø. Især fokus på de farer, som de risikerer fra bl.a. stork, ænder, svaner og hornugler.